# اشیر رابینز
اشیر رابینز (به انگلیسی: Asher Robbins) سناتور سابق عضو حزب ملی جمهوری‌خواه بود. وی در سال ۱۸۲۵ تا ۱۸۳۶ و ۱۸۳۶ تا ۱۸۳۹ میلادی سناتور ایالت رود آیلند در سنای ایالات متحده آمریکا بود.